# Возний Ігор Петрович
Ігор Петрович Возний (смт Кострижівка, Україна) — український релігієзнавець, доктор історичних наук (2009), професор (2011).

## Життєпис
Ігор Возний народився в смт Кострижівка Заставнівського району Чернівецької области України.
Закінчив історичний факультет Чернівецького державного університету (1986). Працював токарем на цукровому комбінаті «Хрещатик», викладачем історії та суспільствознавства в СПТУ № 2 м. Чернівців; згодом в Чернівецькому університеті: асистент (1988—1995), доцент (з 1995) катедри історії стародавнього світу та середніх віків (1988—1995); на філософсько-теологічному факультеті (з 2006), професор (від 2011) катедри релігієзнавства та теології.
Проходив службу в армії.

## Наукова діяльність
У 1993 році захистив кандидатську дисертацію на тему «Чорнівська феодальна укріплена садиба ХІІ — ХІІІ ст.».
У 2009 році в Інституті археології НАН України успішно захистив докторську дисертацію на тему «Історико-культурний розвиток населення межиріччя Верхнього Сірету та Середнього Дністра в Х — XIV ст.». 
Автор більше 100 наукових статей з проблем слов'яно-руської археології, монографій, зокрема:
- «Чорнівська феодальна укріплена садиба ХІІ — ХІІІ ст. (1998),
- «Поселення Х — XIV ст. у межиріччя Верхнього Сирету та Середнього Дністра. Частина 1. Укріплені поселення та давньоруські міста» (2006),
- «Історико-культурний розвиток населення межиріччя Верхнього Сірету та Середнього Дністра в Х — XIV ст.». Ч.1. Поселення; Ч.2. Матеріальна культура, господарство та історичний розвиток (2009),
- підручника з грифом МОН «Дохристиянські вірування давнього та середньовічного населення України» (2012), курсів лекцій «Основи наукової діяльності» (2010) та «Антропосоціогенез» (2012).